# ჟ
Zhani (asomtavruli Ⴏ, nuskhuri ⴏ, mkhedruli ჟ) es la decimoctava letra del  alfabeto georgiano.
En el sistema de numeración georgiano tiene un valor de 90.
Zhani representa comúnmente la fricativa postalveolar sonora /ʒ/ como la pronunciación de ⟨j⟩ en el francés "bonjour".

## Letra
| asomtavruli | nuskhuri | mkhedruli |
| ----------- | -------- | --------- |
|             |          |           |

## Codificación digital
| asomtavruli | nuskhuri | mkhedruli |
| ----------- | -------- | --------- |
| U + 10AF    | U + 2D0F | U + 10DF  |

## Braille
| mkhedruli |
| --------- |
|           |